# Lilas Traïkia

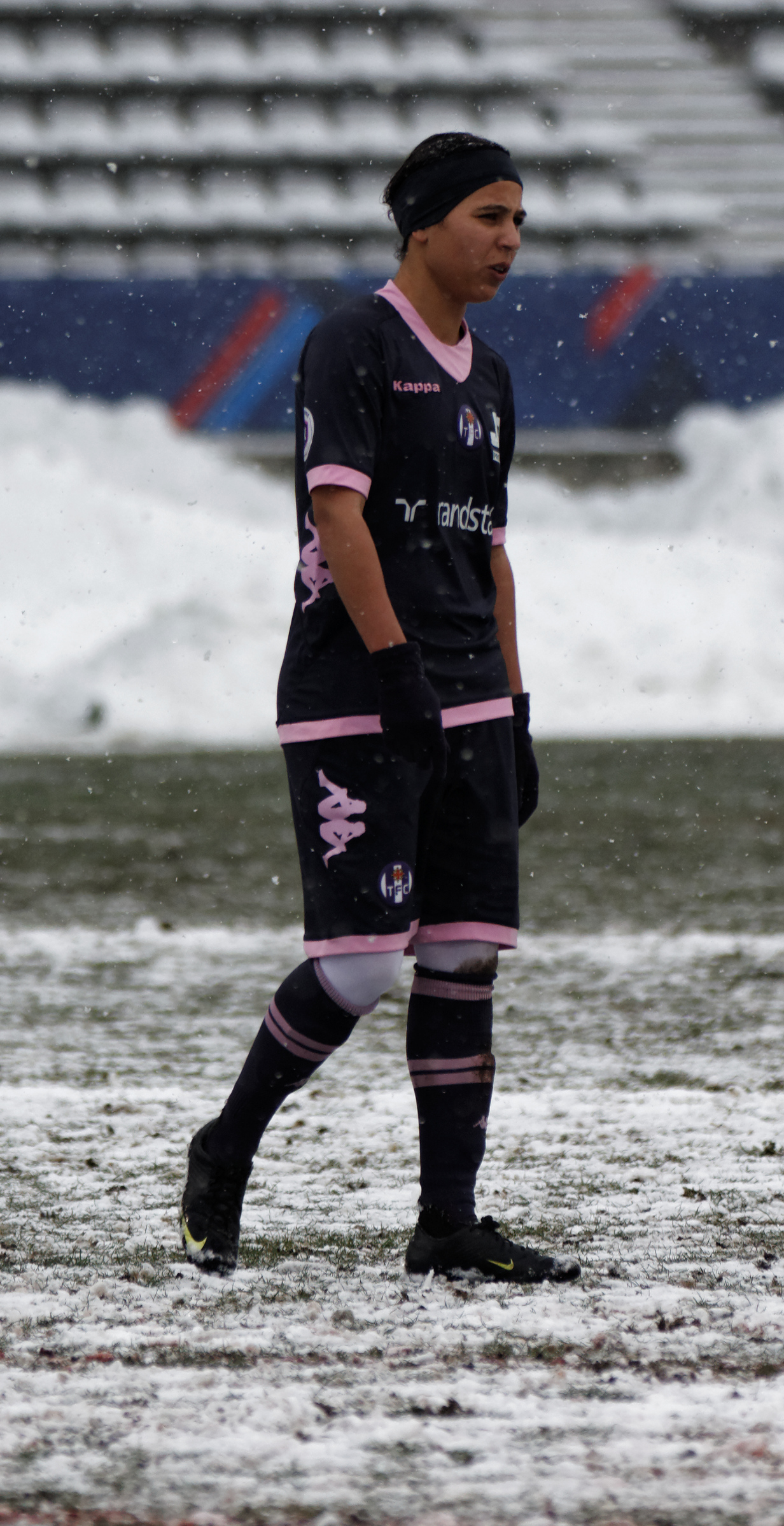
Lilas Traïkia

Lilas Traïkia (* 6. August 1985 in Lavaur), vereinzelt auch Lilas Traika, ist eine ehemalige französische Fußballspielerin.

## Vereinskarriere
Lilas Traïkia begann schon als kleines Mädchen bei zwei Amateurvereinen aus ihrer Heimatregion mit dem Fußballsport. Dabei entwickelte sie sich so stark, dass der benachbarte Erstdivisionär Toulouse OAC, zu diesem Zeitpunkt amtierender französischer Frauenmeister, die noch nicht 15-Jährige zu sich holte und die Stürmerin gelegentlich auch bereits in seiner ersten Frauschaft einsetzte. So konnte Traïkia sich nur zwölf Monate später bereits französische Meisterin nennen. Nach diesem Titelgewinn wechselte die Frauenfußballabteilung des TOAC zum finanzstärkeren Lokalrivalen TFC (in Frankreich meist auch Téfécé genannt), dessen lila Farben auch die 16-jährige Angreiferin vertrat – mit großem Erfolg, denn am Ende der Saison 2001/02 hatten Toulouses Spielerinnen nicht nur den Meistertitel verteidigt, sondern sich dazu auch noch im zum ersten Mal ausgespielten Landespokalwettbewerb (Challenge de France) durchgesetzt und damit als erstes Team in der französischen Frauenfußballgeschichte auch gleich den Doublé gewonnen. Der Anteil von Lilas Traïkia, die in dieser Zeit auch zur A-Jugend-Nationalspielerin wurde (siehe unten), an diesen Titeln lässt sich an ihren Toren ablesen: von den 80 TFC-Punktspieltoren (in der Ligaphase und der anschließenden Meisterrunde) erzielte sie zehn, und im Pokalendspiel gegen den FC Lyon (Endstand 2:1) war sie es, die ihre Elf mit dem 1:0-Führungstreffer auf den Erfolgsweg brachte. Im Europapokal dieser Saison blieb sie zwar ohne Tor, fand aber in sechs der sieben Spiele bis zum Halbfinale Berücksichtigung, an der Seite von Nationalspielerinnen wie Anne Zenoni, Sabrina Viguier, Gaëlle Blouin, Élodie Woock und Mélanie Briche.
In den folgenden beiden Jahren verpasste der TFC weitere Meistertitel in der Meisterrunde am Saisonende, obwohl Toulouses Frauen nach der regulären Punkterunde jeweils die Tabelle angeführt hatten, und wurden beide Male nur vierte. Auch im Pokalwettbewerb schieden sie stets bereits vor dem Endspiel aus. Traïkia persönlich belegte 2003/04 mit 14 und erneut 2005/06 mit zwölf Treffern immerhin den vierten Rang der Ligatorjägerinnenliste, und im Europapokal 2002/03 waren ihr bei fünf Einsätzen ebenso viele Treffer gelungen – nur fünf andere Fußballerinnen hatten häufiger eingenetzt. Außerdem war sie Anfang 2006 auch zur A-Nationalspielerin geworden.
Dennoch verließ sie im Sommer 2006 mit erst 20 Jahren aus persönlichen Gründen Toulouse und schloss sich der ASPTT Albi an. Deren Frauenteam spielte seinerzeit nur in der dritten Liga, stieg 2007 mit Lilas Traïkia und Anne Zenoni aber in die zweite Division auf. Außer der Saison 2008/09, als sie lediglich in zwei Pflichtspielen berücksichtigt wurde, war sie dort Stammspielerin und hat bis 2012 bei 79 Ligaeinsätzen beachtliche 72 Treffer erzielt. Als der zwischenzeitlich gleichfalls nur noch zweitklassige Toulouse FC zur Saison 2012/13 in die erste Division zurückkehrte, folgte Traïkia dem Ruf von dessen Trainerin Soraya Belkadi und bestritt 18 der 22 Punktspiele, wobei sie sechs der insgesamt nur 17 Tore ihres Vereins geschossen hatte. Nach dem sofortigen Wiederabstieg des Téfécé wechselte die 1,67 m große Angreiferin 2013 zum ersten Mal in ihrer Karriere zu einem Klub außerhalb des Städtedreiecks Castres-Albi-Toulouse und schloss sich dem Erstligisten Juvisy FCF an. Dort war sie in den folgenden drei Jahren aber nur mehr Ergänzungsspielerin mit lediglich 18 Punktspieleinsätzen und sechs Treffern. 2016 wechselte sie zum benachbarten Zweitligisten FCF Val d’Orge, mit dem sie ein Jahr darauf in die erste Liga zurückkehrte. Dazu hatte der Frauenverein sich dem FC Fleury angeschlossen, bei dem Lilas Traïkia aber nur noch gelegentlich als Einwechselspielerin Berücksichtigung fand. 2018 beendete sie deshalb ihre lange Karriere – wobei sie nach einem Jahr Pause ihren „Rücktritt vom Rücktritt“ erklärte, in der Saison 2019/20 für den Zweitligisten FF Issy spielte und nach dessen Aufstieg in die Division 1 erneut das Ende ihrer Karriere bekannt gab.

### Stationen
- ACL Busque (1994–1998)
- FC Graulhet (1998–2000)
- Toulouse OAC (2000/01)
- Toulouse FC (2001–2006)
- ASPTT Albi (2006–2012)
- Toulouse FC (2012/13)
- Juvisy FCF (2013–2016)
- FCF Val d’Orge (2016/17)
- FC Fleury (2017/18)
- FF Issy (2019/20)

## In der Nationalelf
Lilas Traïkia, die zuvor nie ins Blickfeld der nationalen Jugendtrainer geraten war, stieß 2001/02 zur französischen A-Jugend-Auswahl, obwohl sie zu diesem Zeitpunkt noch für die B-Jugend spielberechtigt war. Mit der U-19 nahm sie an der Jahrgangs-Europameisterschaft 2002 in Schweden teil, wo die Französinnen im Endspiel ihren deutschen Altersgenossinnen unterlagen, in dem die Stürmerin zehn Minuten vor dem Abpfiff eingewechselt wurde. Dadurch hatte Frankreich sich für die U-19-Weltmeisterschaft qualifiziert, die im Spätsommer desselben Jahres in Kanada ausgetragen wurde, und Traïkia stand als einzige Spielerin des Geburtsjahrganges 1985 auch dafür im französischen Aufgebot. Als schlechteste Gruppendritte war diese WM für die Spielerinnen von Trainer Bruno Bini allerdings bereits nach der Vorrunde beendet.
Im Jahr darauf gewann Frankreich die U-19-Europameisterschaft in Deutschland. Lilas Traïkia bestritt dort alle fünf Begegnungen, und ihr einziges Tor war das zum 2:0-Endstand im Finale gegen Norwegen.
Nach diesem in Frankreich vielbeachteten Sieg – dies war der erste Kontinentaltitel, den eine französische Frauenelf je hatte gewinnen können – dauerte es mehr als zwei Jahre, ehe sie wieder im Nationaldress auflaufen durfte. Zwischen November 2005 und März 2006 kam sie zu vier Einsätzen in der U-21-Auswahl, wobei die Angreiferin torlos blieb; und im Januar 2006 verhalf die Trainerin Élisabeth Loisel ihr gegen Norwegen auch zu ihrem Debüt in der A-Nationalelf. Dem folgte, bedingt durch den Wechsel nach Albi in die dritte Liga, erneut eine diesmal 21-monatige internationale Pause. Der Loisel-Nachfolger und Ex-U-19-Trainer Bruno Bini allerdings hatte sie dort beobachten lassen und holte sie im Oktober 2007 in die A-Elf zurück. In einem Freundschaftsspiel gegen die Niederlande sowie zwei Europameisterschafts-Qualifikationsspielen gegen Serbien und Slowenien stand sie sogar jeweils in der Startformation, und gegen die Serbinnen erzielte sie auch ein Tor. Nach einem fünften Einsatz gegen Italien im Januar 2008 griff Bini allerdings nicht mehr auf Lilas Traïkia zurück, sondern gab auch im Angriff der Bleues Spielerinnen aus Erstligaklubs den Vorzug.

## Palmarès
- Französische Meisterin: 2001, 2002
- Französische Pokalsiegerin: 2002
- Europapokal-Halbfinalistin: 2002
- 5 A-Länderspiele, 1 Tor für Frankreich
- U-19-Europameisterin 2003